# Pär Arvidsson
Pär Arvidsson (n. 27 februarie 1960, Finspång, Comitatul Östergötland, Suedia) este un înotător suedez, medaliat olimpic. A participat la două ediții ale Jocurilor Olimpice (1976, 1980) în care a câștigat o medalie de aur.